# Satsang
Satsang (sanskrit: sat, sand; sang, samvær) er inden for den indisk filosofi et udtryk, som betyder samvær med sandheden. "At give satsang" : At være i samvær med sandheden etc.
| filosofi | Spire Denne filosofiartikel er en spire som bør udbygges. Du er velkommen til at hjælpe Wikipedia ved at udvide den. |

22°22′N 88°13′Ø / 22.37°N 88.21°Ø